# Ї (вірменська літера)
Յ, յ (ї, вірм. յի або հի ) — двадцять перша літера вірменської абетки. 
В класичній вірменській мові позначає звук /j/. У діалектах іноді позначає звук /h/.
Числове значення — 300. 
В Юнікоді має такі коди: U+0545 для Յ, U+0575 для յ. В інших типах кодування відсутня.
| Вірменська абетка | Вірменська абетка |
| --- | ----------------- |
| Ա · Բ · Գ · Դ · Ե · Զ · Է · Ը · Թ · Ժ · Ի · Լ · Խ · Ծ · Կ · Հ · Ձ · Ղ Ճ · Մ · Յ · Ն · Շ · Ո · Չ · Պ · Ջ · Ռ · Ս · Վ · Տ · Ր · Ց · Ւ · Փ · [[Ке (вірменська літера)\|АплКо |                   |